# Åtvids gamla kyrka
Åtvids gamla kyrka är en kyrkobyggnad i Åtvidaberg i Linköpings stift. Den ligger vid Kyrkogatan söder om Åtvids nya kyrka och är församlingskyrka i Åtvids församling.

## Kyrkobyggnaden
Åtvids gamla kyrka uppfördes under senmedeltiden, då bergsbrukets verksamhet hade sin höjdpunkt i området. Då socknen finns omnämnd redan på 1300-talet antas en föregångare ha funnits. I slutet av 1800-talet beslutades att ny kyrka skulle byggas, Åtvids nya kyrka, varvid den gamla blev överflödig. År 1887 revs medeltidskyrkan och iordningställdes som ruin genom rivning av långhusets tak. Återuppförandet av kyrkan påbörjades 1954, och 1957 invigdes den på nytt. 
Åtvids gamla kyrka har rektangulärt långhus med smalare, rakslutet kor. Ett vapenhus är utbyggt mitt på norra långhusväggen. Sakristian är belägen norr om koret och ett gravkor vid korets nordöstra hörn. Gravkorets barockarkitektur bryter av mot kyrkans oputsade stenmurar och trappstensgavlarna med sina blinderingar. Kyrkorummet täcks av ett klöverbladsformat trätunnvalv, korets stjärnvalv finns bevarat sedan medeltiden. Senmedeltida murverk finns i koret, långhusmurarna och i den norra utbyggnaden som nu fungerar som vapenhus. Gravkoret uppfördes 1726. Sakristian uppfördes efter den gamla grundplanen från 1761 i samband med kyrkans återuppförande 1954–1957. Återuppbyggnadsarbetet innebar ett relativt fritt återskapande av det medeltida kyrkorummet. De små stickbågiga fönstren kunde dock rekonstrueras.
Bruksdisponenten Elof Ericsson med familj och AB Åtvidabergs Industrier donerade stora summor pengar som gjorde att kyrkan kunde återuppföras. Den 1 september 1957 återinvigdes kyrkan av biskop Torsten Ysander. Professor Erik Lundberg ledde restaureringsarbetet.

### Klockstapel
En ny klockstapel byggdes öster om kyrkogården i början av 1750-talet som ersatt en äldre klockstapel närmare kyrkan. Kyrkklockorna flyttades inte till tornet på Åtvids nya kyrka när den var färdigbyggd. I klockstapeln hänger två kyrkklockor, gjutna år 1753 respektive 1796.

## Inventarier
- Altartavla är tillverkad av Johan Johansson Werner. Till största delen bekostad av Nils Assersson Mannersköld.
- Triumfkrucifix är tillverkad av Johan Johansson Werner. Till största delen bekostad av Nils Assersson Mannersköld.
- Kormatta är designad av Barbro Nilsson och tillverkad av Måås Fjetterström i Båstad.
- Predikstolen med altaruppsats är tillverkad av Wedulin i Hjo. Den skänktes 12730 till kyrkan av Frans Evald Fock. Altaruppsatsen sitter nu vid långhusets norra väg.
- Gravkor vid korets östra väg över Frans Evald Fock.
- Begravningsvapen över Nils Assersson Mannersköld.
- Begravningsvapen.
- Korklocka hänger vid korets norra vägg och är från 1600-talet.

## Kalkmålningar
Kalkmålningarna är utförda omkring år 1620 av "Matz Målare". Han har även utfört saker på Vårdsbergs kyrka och Hägerstads kyrka. Kalkmålningarna är till största delen bekostad av Nils Assersson Mannersköld.

### Östra valvet
Bilderna på väggen föreställer: Gud skapar Eva och Adam, Adam och Eva tvingas lämna Eden.
I taket ser man apostlarna Petrus, Bartolomaios och Simon Ivraren och evangelisterna Markus och Lukas. Man ser även en bild på Salvator mundi.

### Södra valvet
Bilderna på väggen föreställer: Kain dödar Abel, Lot och hans fru.
I taket ser man apostlarna Andreas och Johannes och evangelisterna Johannes. Man ser även en profeten Daniel från gamla testamentet och Josua och Kung David.

### Västra valvet
Bilderna på väggen föreställer: Josef som såldes av sina bröder, Josef, Jakobs son och Potifars fru.
I taket ser man apostlarna Jakob, Mattias, Filippos och Jakob (Alfeus son) och profeterna Hesekiel och Jona.

### Norra valvet
Bilderna på väggen föreställer: Josef tolkar faraos dröm, Josef inför hans bror i Egypten.
I taket ser man apostlarna Paulus, Judas Taddaios, Matteus och Tomas och evangelisten Matteus och profeten Jeremia.

## Orgel
- 1704: bygger Johan Agerwall, Söderköping, ett positiv till kyrkan.
- 1751: Jonas Wistenius, Linköping, bygger en enmanualig 10-stämmig orgel med bihangspedal. Svarta undertangenter i manualen. Alla fasadpipor ljudande. Den kostade 3000 daler.[2]
- 1754: Målning och förgyllning av fasad och dekor.
- 1805: Reparation av Pehr Schiörlin, Linköping.
- 1825: Reparation av orgelbyggare Lorentz Lorin, Linköping.
- 1854: Reparation av organisten C. Nordqvist, Vårdnäs.
- 1887: Orgeln monteras ned och fasaden, manualklaveret, registerandragen och ca 40 % av pipverket (hela Principal 4', mixturen och trumpeten) magasineras i koret.
- 1955: Kontrakt om restaurering av Wisteniusorgeln tecknas mellan disponent Elof Ericsson och Bröderna Moberg, Sandviken och arbetet påbörjas.
- 1957: Läktarorgeln rekonstruerad enligt förslag av dr Einar Erici. Återinvigning den 21 september av gamla kyrkan och orgeln. Principal 4', Mixtur III chor, och Trumpet 8' är original, övriga stämmor rekonstruerade.

Ursprunglig & nuvarande disposition:
| Manual C-c³                       | Pedal C-c¹ |
| Gedackt 8’ (1957)                 | bihängd    |
| Qvintadena 8' (50% 1957)          |            |
| Principal 4’ (fasad)              |            |
| Gedackt=Fleut 4' (1957)           |            |
| Qvinta 3’ (eg. 2 2/3) (1957)      |            |
| Octava 2' (komplettering)         |            |
| Spits=Fleut 2' (komplettering)    |            |
| Mixtur III chor, 1' + 4/5' + 2/3' |            |
| Trompet 8', B/D                   |            |

Fasadens skulpturer är gjorda av Nils Österbom.
Även en elorgel med 2 manualer och pedal används.

## Bildgalleri

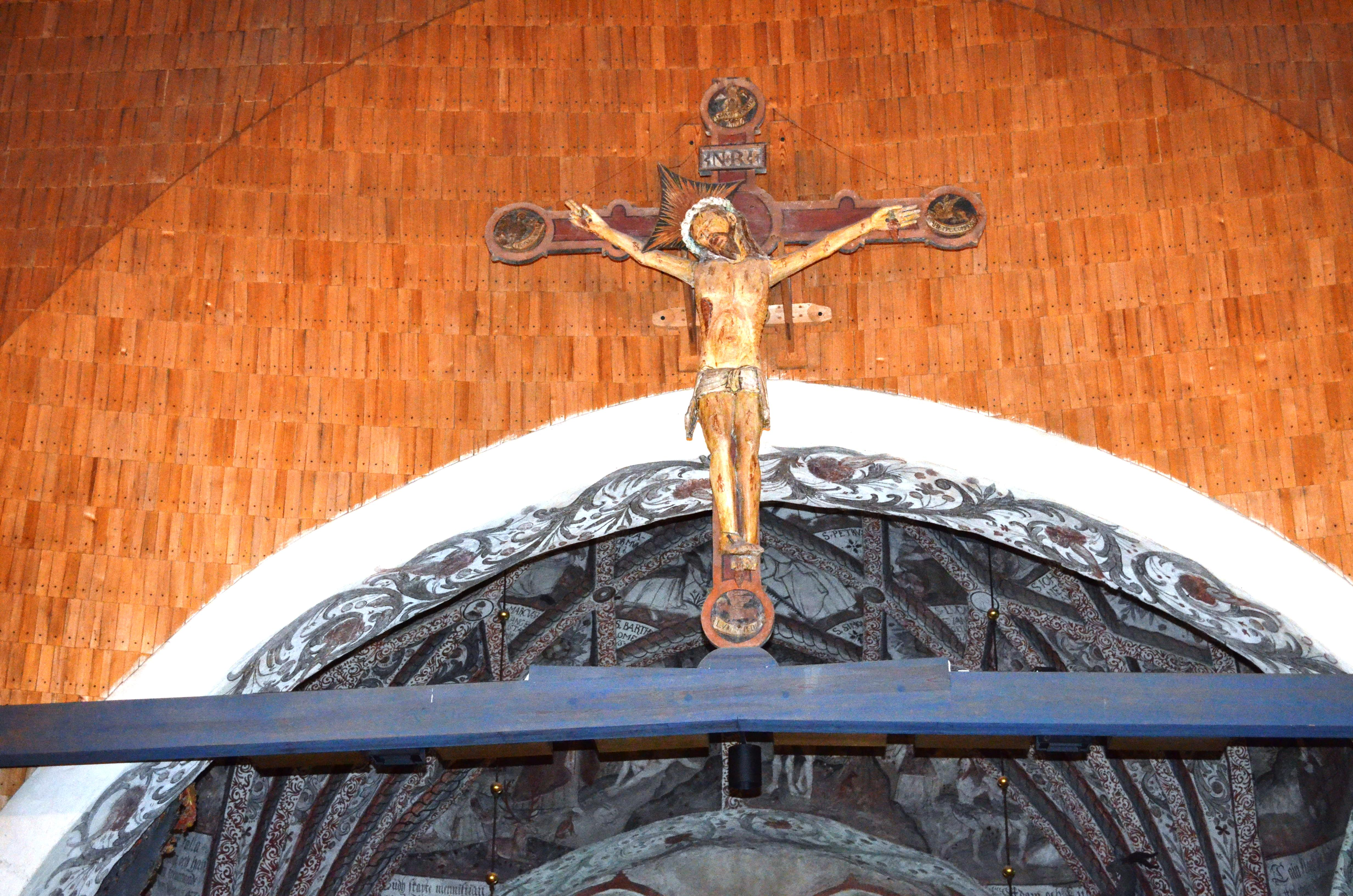
Åtvids Gamla kyrkas krucifix
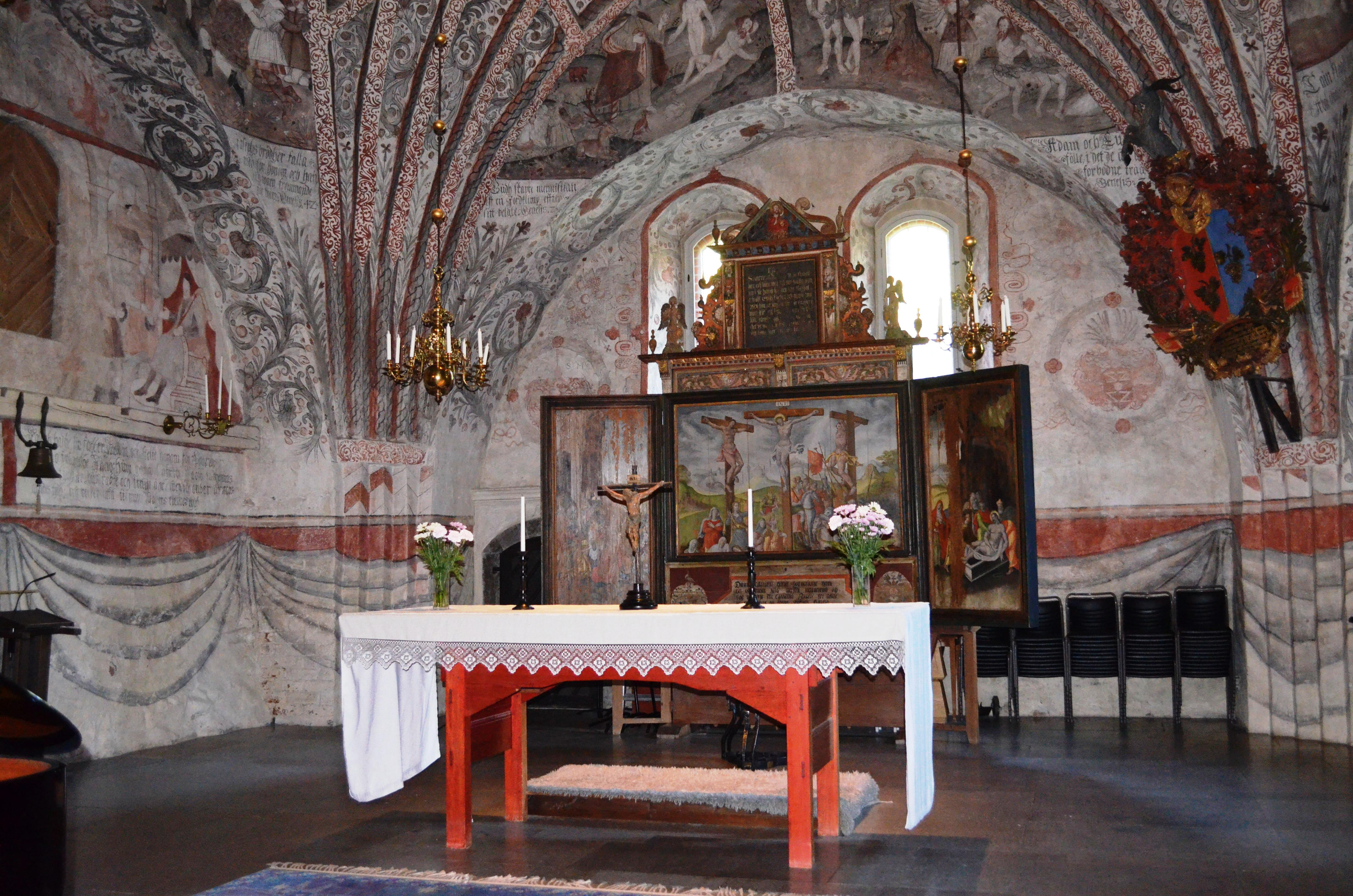
Åtvids Gamla kyrkas altare
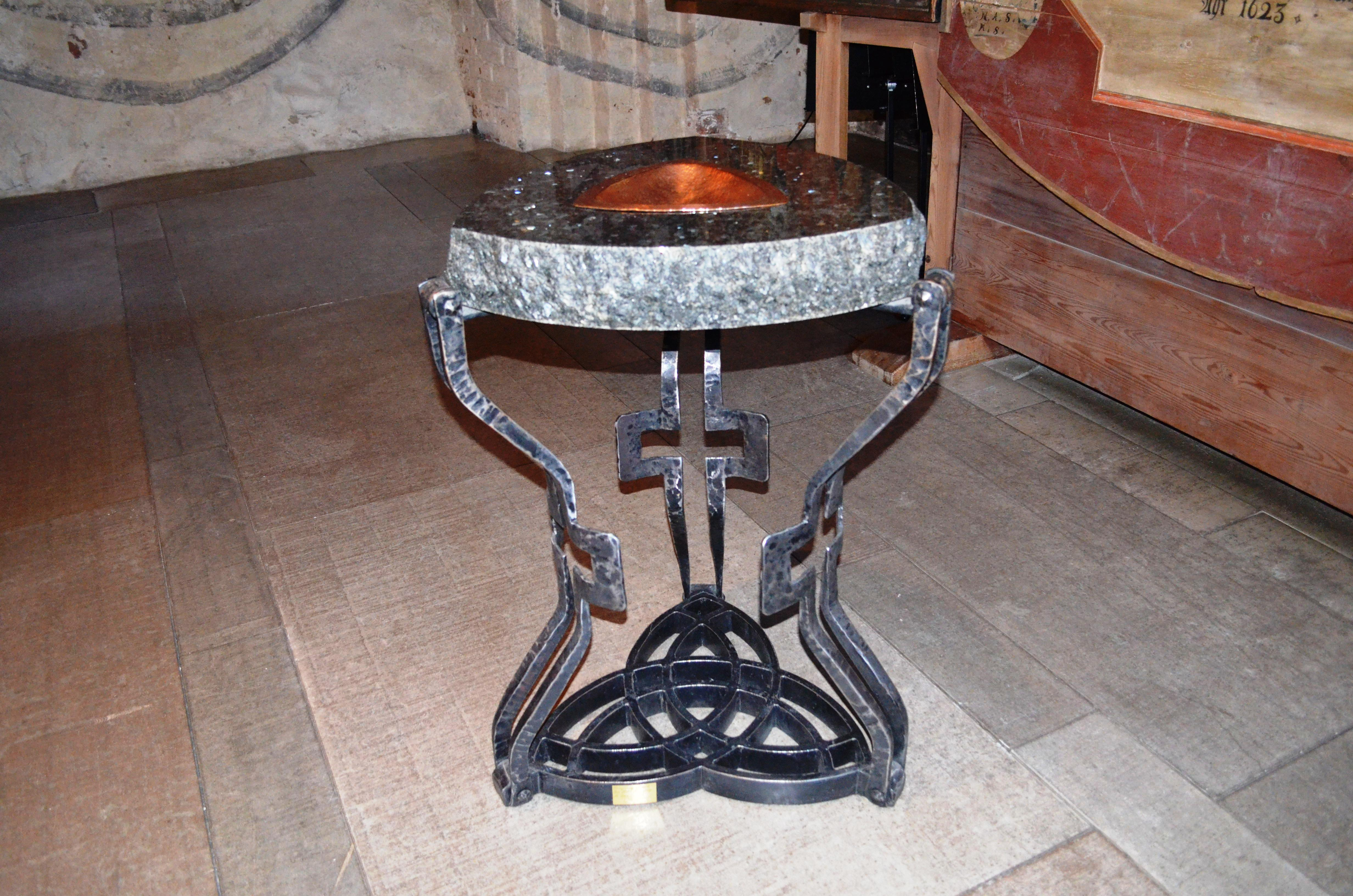
Åtvids Gamla kyrkas dopfunt
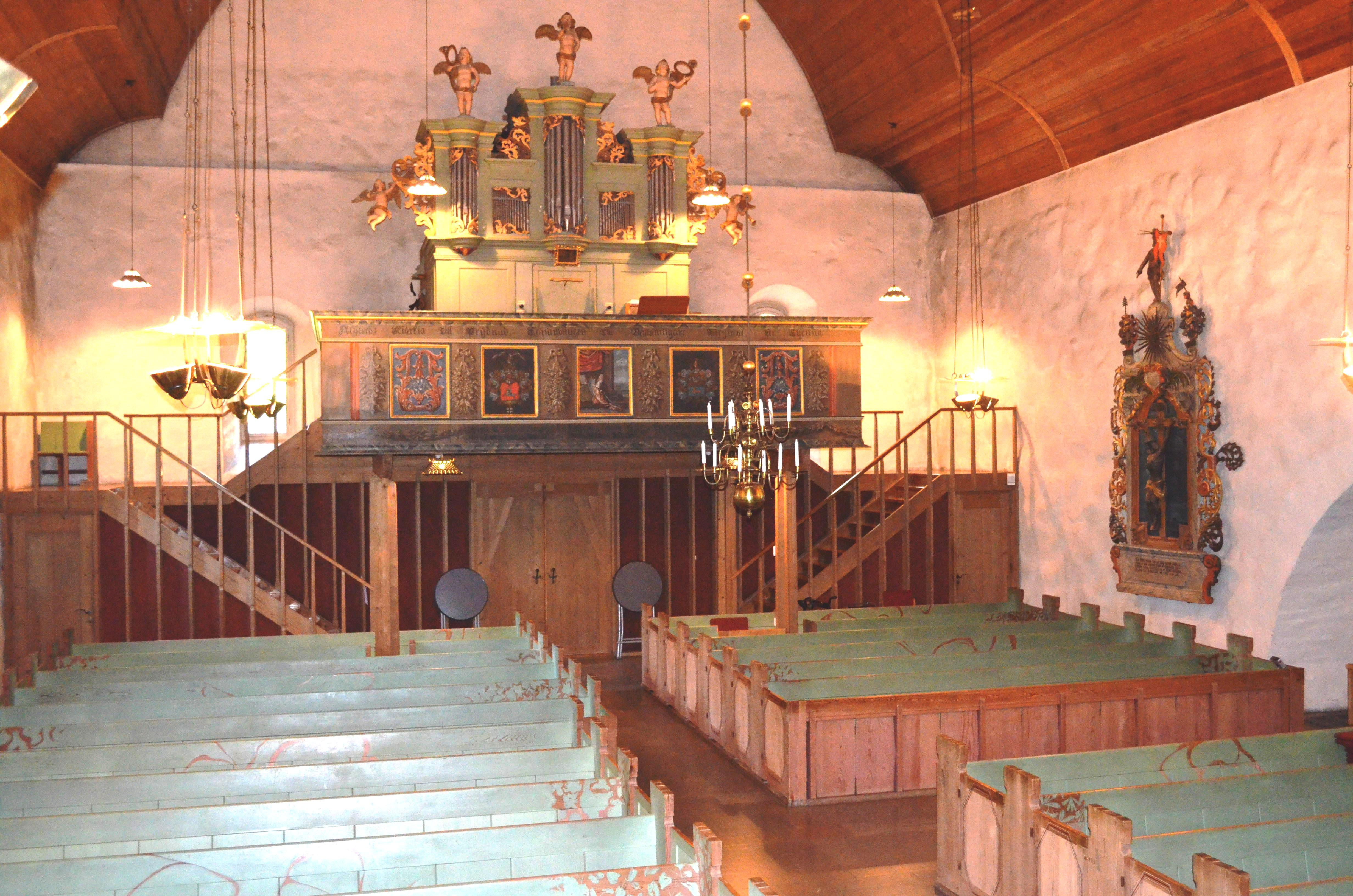
Åtvids Gamla kyrkas orgelläktare
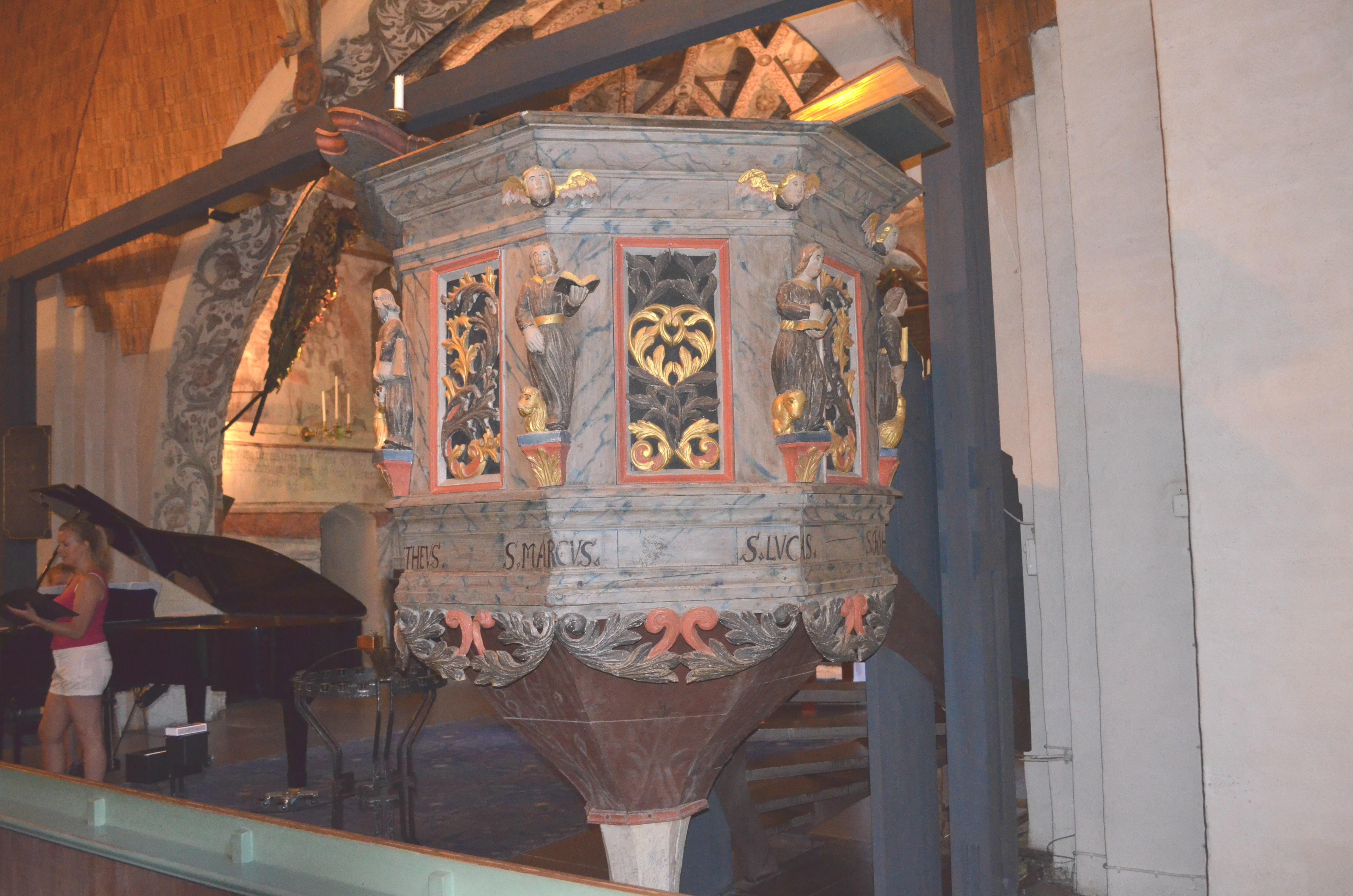
Åtvids Gamla kyrkas predikstol

### Diskografi
- Aatvidaberg / Arnér, Gotthard, orgel. (Orgues historiques Suède ; 17). EP. Harmonie du Monde HM 4512. 1967.
- Gotthard Arnér spelar på Åtvids gamla kyrkoorgel. EP. [Åtvids församling EP 1. 196?.]
- Ingemar Ericsson spelar på Wisteniusorgeln i Åtvids Gamla kyrka. CD. ÅWO 01-3. 2001.